# Photopea
Photopea är ett webbaserat bildbehandlingsprogram som kan arbeta med raster- och vektorgrafik. Det kan användas för bildredigering, att göra illustrationer, webdesign och att byta mellan olika filformat.
Photopea är en annonsfinansierad mjukvara. Den är kompatibel med alla moderna webbläsare, inklusive Opera, Edge, Chrome och Firefox.

## Mottagande
Photopea har fått mycket bra mottagande, mycket tack vare dess likheter med Photoshop. Detta gör det lättare för dem med goda Photoshop kunskaper att använda Photopea, till skillnad från andra gratis-program inom bildbehandling så som GIMP.